# Паскино (Весьегонский район)
Паскино — деревня в Весьегонском муниципальном округе Тверской области.

## География
Деревня находится в северо-восточной части Тверской области на расстоянии приблизительно 23 км на юг-юго-восток по прямой от районного центра города Весьегонск.

## История
Возникла между 1682 и 1710 годами в составе дворцовой карельской Чамеровской волости.
Дворов было 11 (1859), 18 (1889), 28 (1931), 21 (1963), 7 (1993), 3 (2008),. До 2019 года входила в состав Романовского сельского поселения до упразднения последнего.

## Население
Численность населения: 67 (1859), 91 (1889), 105 (1931), 55 (1963), 12 (1993), 5 (2020),, 12 (100 % русские) в 2002 году, 7 в 2010.